# Una de dos
Una de dos és una pel·lícula mexicana de comèdia de 2002, produïda per Adriana Aimo, dirigida per Marcel Sisniega Campbell sobre un guió seu i de Daniel Sada.

## Sinopsi
La pel·lícula tracta de dues germanes bessones, Constitución (Tiaré Scanda) i Gloria (Erika de la Llave), que reben una invitació a una festa i allí coneixen a un vaquer anomenat Óscar (Antonio Peñañuri). Constitución s'enamora d'ell i per això Oscar la visitarà tots els diumenges, la qual cosa altera la relació entre totes dues germanes.

## Repartiment
- Tiaré Scanda - Constitución Gamal
- Erika de la Llave - Gloria Gamal
- Antonio Peñañuri - Óscar
- Tara Parra - Doña Ofelia
- Norma Angélica - Tía Chayo
- Carlos Cobos - Sr. Godoy
- Lucero Trejo - Sra. Godoy
- Andrés Pardave - Ganadero
- Catalina Jose - Lucía
- Joaquín Cosío - Tío Luis
- Patricia Marrero - Sra. Gamal
- Altair García-Dueñas - Constitución (Niña)
- Fernanda García-Dueñas - Gloria (Niña)
- Joaquín López - Encargado del Panteón
- Axel - Niño Cartero
- Tonatiú Ávila - Chema Gemelo
- Tonalli Ávila - Chente Gemelo

## Recepció
Fou projectada al XVII Festival Internacional de Cinema de Guadalajara. En la XLIV edició dels Premis Ariel fou nominada al millor guió adaptat i al millor maquillatge.